# 12 историй
«12 историй» — второй студийный альбом российской актрисы и певицы Насти Задорожной, выпущенный 19 февраля 2009 года. Альбом включает в себя 12 композиций. Помимо сольных треков имеются также и совместные песни Анастасии с различными исполнителями. Презентация альбома состоялась 5 марта в московском клубе Tuning Hall.
В декабре 2009 года диск был признан «лучшим поп-альбомом года» по версии музыкального интернет-портала NEWSmuzic.ru, набрав 933 голоса читателей издания.

## Отзывы критиков
По мнению музыкального критика Алексея Мажаева, альбом предназначен для подростков, «которых интересует в основном пустота»: «Задорожная и её команда честно пытались как-то разнообразить эту пустоту, но вышло не очень убедительно». Также критик посчитал, что треки «Не подходи!» и «Гоу-гоу» «написаны с исключительным расчётом на хореографию», и что «слушать их без видеоряда невозможно». Рецензент также выделил дуэт с Батырханом Шукеновым — песню «Просто друзья», назвав её «самым заметным событием альбома».

## Список композиций
| №   | Название                                                        | Длительность |
| --- | --------------------------------------------------------------- | ------------ |
| 1.  | «Я с тобой» (featuring Dino MC47)                               | 3:32         |
| 2.  | «Нет ничего сильнее любви»                                      | 4:06         |
| 3.  | «Гоу-гоу»                                                       | 3:26         |
| 4.  | «Зима» (featuring Звонкий)                                      | 3:28         |
| 5.  | «Russian шоубизнес» (featuring Лигалайз)                        | 3:51         |
| 6.  | «Подруга»                                                       | 3:25         |
| 7.  | «На газ»                                                        | 3:16         |
| 8.  | «Просто друзья» (featuring Батырхан Шукенов)                    | 3:31         |
| 9.  | «Поздно» (featuring Dino MC47)                                  | 4:02         |
| 10. | «Не подходи! (Infiniti Mix)»                                    | 3:15         |
| 11. | «Небо» (featuring Deep sky)                                     | 3:43         |
| 12. | «Я больше не хочу верить (Special RMA remix)» (featuring Гарик) | 4:46         |